# Clione
Clione is een geslacht van weekdieren uit de klasse van de Gastropoda (slakken).

## Soorten
- Clione elegantissima Dall, 1871
- Clione ignota A. W. Janssen, 2012 †
- Clione imdinaensis A. W. Janssen, 2012 †
- Clione limacina (Phipps, 1774)
- Clione okhotensis Yamazaki & Kumahara, 2017
- Clione phosphorita A. W. Janssen, 2012 †
- Clione tripartita A. W. Janssen, 2012 †
- Clione tumidula A. W. Janssen, 2012 †

### Synoniemen
- Clione antarctica E. A. Smith, 1902 => Clione limacina antarctica E. A. Smith, 1902
- Clione aurantiaca Boas, 1886 => Paraclione flavescens (Gegenbaur, 1855)
- Clione borealis Pallas, 1774 => Clione limacina (Phipps, 1774)
- Clione dalli Krause, 1885 => Clione elegantissima Dall, 1871
- Clione filifera Pruvot-Fol, 1926 => Clione limacina (Phipps, 1774)
- Clione gracilis Massy, 1909 => Clione limacina (Phipps, 1774)
- Clione kinkaidi Agersborg, 1923 => Clione limacina (Phipps, 1774)
- Clione minuta Pruvot-Fol, 1926 => Clione limacina (Phipps, 1774)
- Clione papilionacea Jeffreys, 1869 => Clione limacina (Phipps, 1774)